# Демад
Дема́д (др.-греч. Δημάδης, до 380 года до н. э., Верхняя Пеания, Древние Афины — 319 год до н. э., Пелла) — афинский оратор и политик.
В античной традиции за Демадом закрепилась слава талантливого оратора и нечистого на руку политика Древних Афин. Впервые в литературных источниках он упомянут в связи с битвой при Херонее 338 года до н. э. Остроумная фраза пленного Демада не только привлекла к себе внимание, но и заставила признать своё недостойное поведение македонского царя Филиппа II. После возвращения в полис Демад стал лидером промакедонской партии Древних Афин.
Его именем назван «Демадов мир», который обеспечил мирную жизнь в Афинах в течение пятнадцати лет. Демаду неоднократно поручали посольские миссии. Он использовал своё влияние среди македонян для сохранения шаткого мира между двумя государствами. В 335 году до н. э. он убедил Александра Македонского не наказывать тех афинских политиков, которые поддержали восстание в Фивах против македонской гегемонии. В 331 году до н. э. Демад убедил сограждан отказать в поддержке спартанскому царю Агису III, который объявил войну Македонии. Незадолго до Ламийской войны Демад был вынужден бежать из Афин. Однако, когда Афины с союзниками проиграли войну за независимость, граждане были вынуждены вновь обратиться к Демаду. После заключения мира он в течение двух лет возглавлял новый олигархический режим. В конце жизни, согласно античным источникам, Демад затеял двойную игру и был казнён македонянами.
Демад ещё при жизни приобрёл славу одного из самых остроумных афинских ораторов, который мог без подготовки произнести яркую речь по любому поводу. В отличие от других ораторов, он не записывал и не распространял свои речи. Аутентичность множества приписываемых ему крылатых выражений и афоризмов сомнительна, хотя и не исключено, что некоторые из них подлинные. С именем оратора связана и обратная история, когда его пародийный рассказ приписали знаменитому баснописцу Эзопу.

## Источники

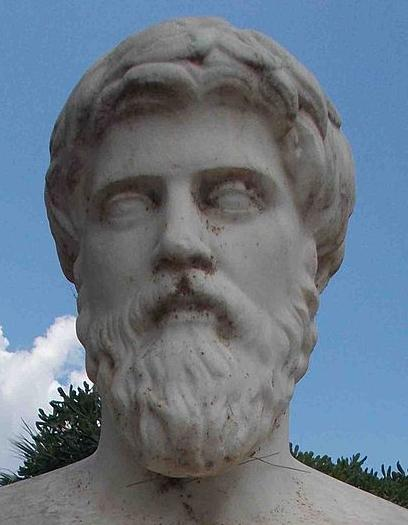
Плутарх создал основу для мифа о Демаде как ставленнике Македонии в Древних Афинах
Современная копия античного бюста писателя Плутарха или одноимённого философа. Херонея, Греция

## Биография

### Происхождение. Битва при Херонее
Демад, сын Демея, родился до 380 года до н. э. Согласно «плутарховой» традиции он происходил из незнатного бедного афинского рода из Пеании. В молодости был обычным гребцом или рабочим на верфи. Данные эпиграфики противоречат этим утверждениям. Отец Демада был стратегом, что предполагало высокий имущественный статус. Упоминания о морском прошлом, по всей видимости, были реминисценцией деятельности Демада-негоцианта или судовладельца. В одной из надписей он выступает в качестве поручителя кого-то из триерархов. Также он заключил союз гостеприимства-проксении с промакедонским политиком из Олинфа Евфикратом. Впоследствии, в 337 году до н. э., Гиперид подал на Демада в суд, посчитав такое действие противозаконным.
Демад стал известным благодаря своему врождённому ораторскому таланту и способностям к импровизации. В начале карьеры, по всей видимости, поддерживал антимакедонскую политику своего земляка Демосфена. Хотя в античных источниках отсутствуют какие-либо свидетельства о ранней политической карьере, несомненно, что она началась задолго до битвы при Херонее 338 года до н. э. между коалицией греческих полисов и македонским царём Филиппом II. Иначе невозможно объяснить то доверие, которое оказали афиняне Демаду после сражения.

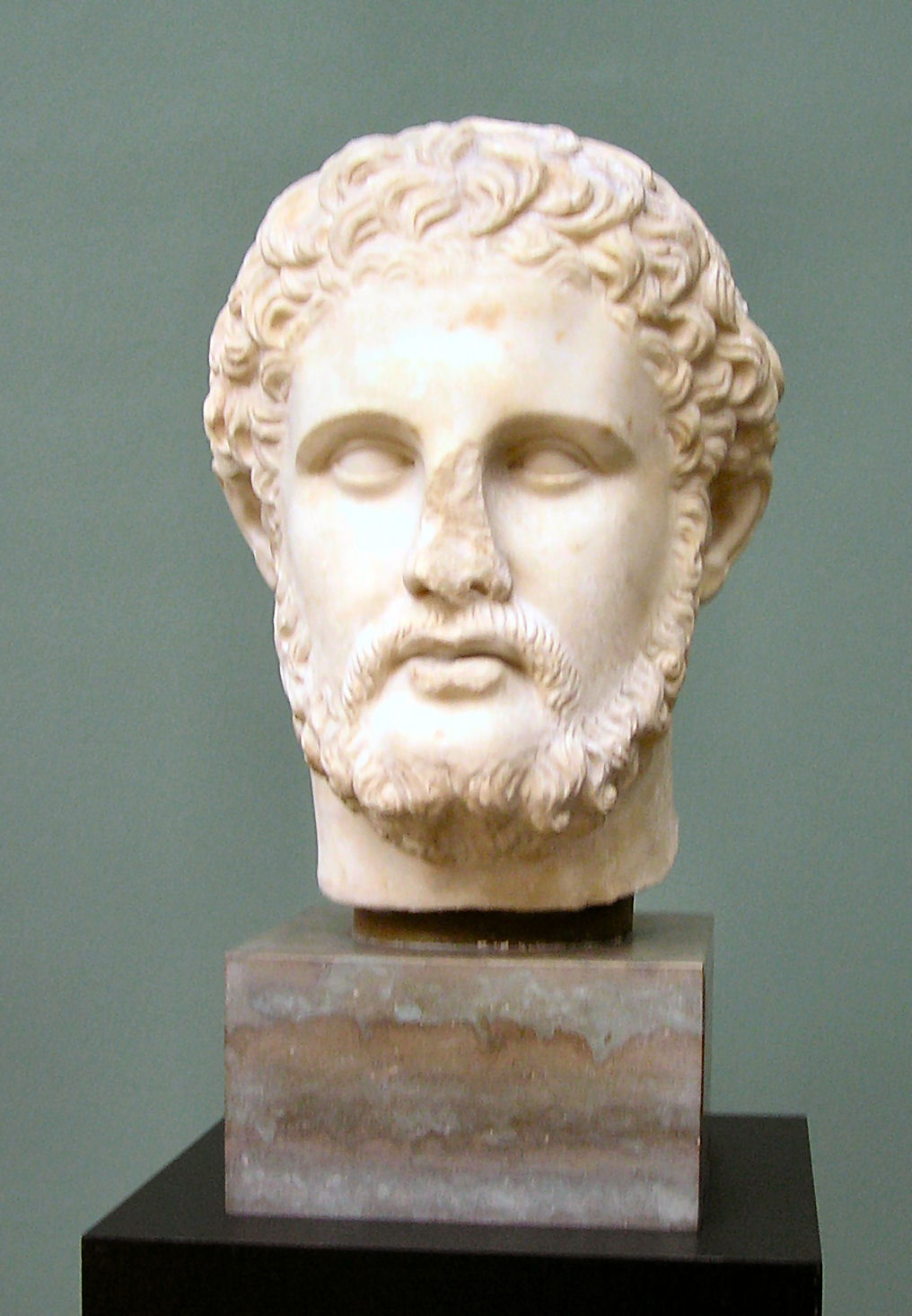
Согласно античной традиции, смелая и остроумная фраза пленного Демада македонскому царю Филиппу II определила его дальнейшую судьбу
Бюст Филиппа II. Новая глиптотека Карлсберга, Копенгаген, Дания

Само же сражение стало переломным моментом в жизни Демада. Битва при Херонее закончилась полным разгромом греческого войска, а Демад попал в плен к македонянам. Согласно Диодору Сицилийскому, Филипп устроил пиршество прямо на поле боя среди неубранных тел. Опьянев, царь стал издеваться над пленными. Демад на это сказал: «О царь, когда Фортуна даёт тебе роль Агамемнона, тебе не стыдно действовать как Терсит?» Ещё по одной легенде, Филипп II спросил пленного, не боится ли тот, что ему за такую дерзость отрубят голову, на что получил ответ: «Нет, ведь если такой приказ последует от тебя, то моё отечество сделает её бессмертной». Царь оценил храбрость афинянина и уже в качестве свободного человека пригласил его за стол на одно из самых почётных мест. Согласно Сексту Эмпирику, за столом Демад продекламировал ещё одну цитату из сочинений Гомера: «Какой же пристойность и правду любящий / Муж согласится себя утешать и питьём и едою / Прежде, пока не увидит своими глазами спасенья / Спутников?» Подобную историю приводит и Диоген Лаэртский при жизнеописании философа Ксенократа. Как бы то ни было, согласно античной традиции, Демад сумел пристыдить Филиппа, после чего тот изменил своё поведение: выбросил венок, дал место пленнику в собственной свите, а позже освободил и всех других афинских пленных без выкупа и передал Афинам для погребения тела павших.

### «Демадов мир»

Карта Греции с указанием основных сил в регионе на 336 год до н. э., которые сложились после победы Македонии при Херонее над союзным греческим войском

В интересы Филиппа II не входило продолжение войны с Афинами, и он отправил Демада домой с предложениями о мире. В это время Афины готовились к продолжению войны: эвакуировали женщин и детей, а также мобилизовали население. Гиперид даже предложил наделить гражданскими правами рабов, метэков и должников, чтобы пополнить войско. На этом фоне прибытие Демада с предложениями о заключении выгодного мира афинский демос воспринял с облегчением и надеждой. Всеобщая радость была такова, что, по утверждению Апсина, Демад даже предложил в качестве экстраординарной почести объявить Филиппа II тринадцатым олимпийским богом. Впрочем, достоверность данного фрагмента вызывает большие сомнения. В любом случае Демад вместе с Эсхином и Фокионом в качестве послов отправился к Филиппу II. После отъезда посольства македонский царь отправил в Афины своего сына Александра, доверенного военачальника Антипатра и Алкимаха с проектом договора о дружбе и союзе. В качестве жеста доброй воли македоняне отдали афинянам тела павших, а также пленных, без какого-либо выкупа. По предложению Демада послам было даровано афинское гражданство.
Условия мирного договора, который получил название «Демадова», были относительно мягкими для Афин. Им был передан беотийский Ороп, который до этого в 366 году до н. э. захватили фиванцы. Второй Афинский морской союз прекращал своё существование, однако Афины сохранили под своей властью Лемнос, Имброс и Скирос. Самос и Делос получили автономию, но остались под контролем Афин. Несмотря на поражение, Афины сохраняли свой статус в Дельфийской амфиктионии. Также Филипп II решил не размещать на территории Аттики македонский гарнизон. За это афиняне, возможно, по инициативе Демада, поставили на Агоре конную статую Филиппа II. Македонскому царю были дарованы афинское гражданство и проксения. С этого момента Демад стал руководителем промакедонской партии в Афинах.
После заключения мирного договора Демад поддерживал участие Афин в Коринфском конгрессе и заключение общего мирного договора.

### От смерти Филиппа II до начала похода Александра Македонского в Азию

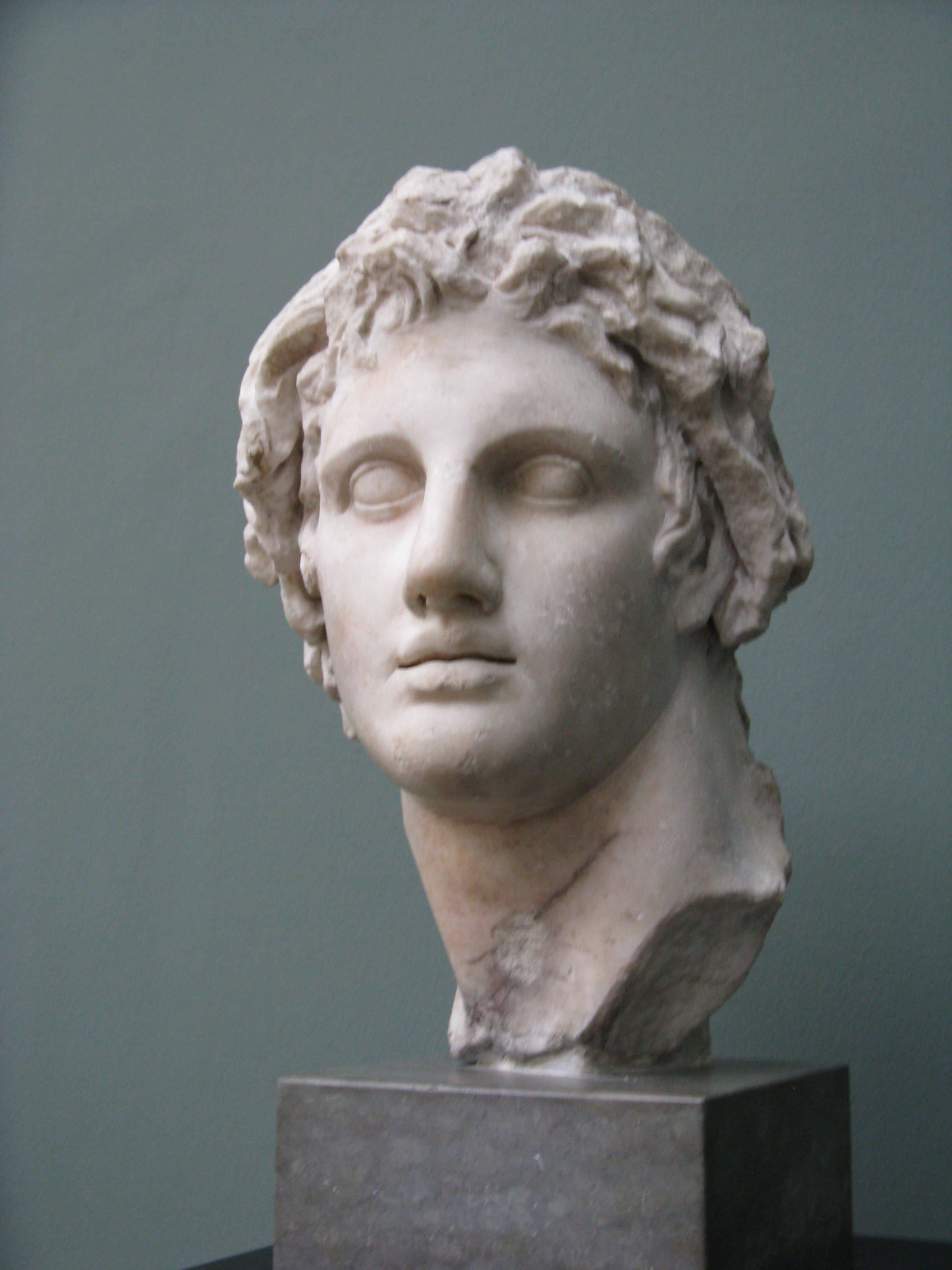
Демад сумел уговорить Александра Македонского не подвергать преследованию самых видных афинских политиков, за что был удостоен наивысших почестей
Античный бюст Александра в Новой глиптотеке Карлсберга, Копенгаген, Дания

После гибели Филиппа II в 336 году до н. э. его наследник Александр потребовал от греков признания отцовских полномочий и македонской гегемонии. Арриан утверждает, что афиняне так испугались, когда Александр приблизился со своими войсками к Аттике, что оказали новому царю ещё бо́льшие почести, чем до этого Филиппу II. Хотя имя Демада при этом прямо и не упомянуто, его участие в принятии соответствующей псефизмы выглядит весьма вероятным.
В следующем, 335 году до н. э. Александр вёл войну во Фракии с трибаллами. Когда в Греции распространился слух о гибели царя, восстали фиванцы и осадили македонский гарнизон в Кадмее. На этом фоне афиняне приняли решение о поддержке Фив и начали готовиться к предстоящей войне. Однако дело до их прямого участия в противостоянии с македонскими войсками не дошло. Плутарх утверждал, что проявить благоразумие афинян убедил Фокион. С большой долей вероятности ему содействовал Демад.
После подавления фиванского восстания и разрушения города Александр потребовал выдачи 8 или 10 афинских политиков. Когда афиняне узнали о судьбе Фив, то прервали празднование Элевсинских мистерий и, по предложению Демада, отправили к Александру посольство. В античных источниках приведено два рассказа. Согласно Плутарху, Александр, получив постановление афинян, «швырнул его на землю, повернулся к послам спиной и бросился прочь». Арриан писал, что Александр милостиво принял афинян, но потребовал выдачи оппозиционных политиков и ораторов. По сути, посольская миссия афинян провалилась. Ситуацию исправил Демад. По его предложению Народное собрание приняло псефизму, в которой народ просил Александра простить тех, кто вызвал царский гнев, и обещал наказать виновных по закону. Демад с Фокионом сумели убедить Александра принять просьбу своих сограждан. В изгнание по настоянию царя был отправлен лишь один Харидем. На это жители города согласились без особых возражений, по мнению К. Ю. Белоха, потому, что тот не был урождённым афинянином. И Плутарх, и Диодор Сицилийский утверждали, что Демад получил от Демосфена и его сторонников пять талантов за свои посреднические функции. За успешное решение этой, казалось бы, невыполнимой задачи Демаду были оказаны наивысшие почести — на Агоре установили его статую, а самому политику даровали пожизненное право на бесплатные обеды в пританее. Впрочем, впоследствии Демада лишили права на обеды в пританее, а статую снесли (по утверждению Плутарха, «перелили в ночные горшки»).

### Политическая карьера до Ламийской войны
В античной традиции Демад представлен лидером промакедонской партии Афин, политиком, который небескорыстно отстаивал интересы Македонии в родном полисе. Согласно Плутарху, наместник Македонии Антипатр, которого Александр на время похода против персов оставил руководить своими европейскими владениями, говорил, «что у него в Афинах два друга — Фокион и Демад: первого он никак не убедит принять от него подарок, а второму сколько не дарит — всё мало». Согласно данным эпиграфики, Демад часто содействовал награждению Народным собранием тех или иных лиц от имени города. Эта деятельность Демада нашла отображение и в позднеантичных литературных источниках, которые напрямую обвинили политика в небескорыстности его действий, а также награждении преимущественно промакедонских политиков и своих сообщников. Данные эпиграфики не подтверждают такой характеристики, так как среди награждённых не обнаружено ни одного македонянина или промакедонского политика.
В 334—331/330 годах до н. э. Демад был военным казначеем. На этой должности он в 331 году до н. э. убедил сограждан отказать в поддержке восстания спартанского царя Агиса III против македонской гегемонии. Плутарх так описывает ситуацию: "Тем, кто желал послать триеры в помощь отпавшим от Александра и требовал для этого денег, он сказал: «Деньги эти ваши; я приготовил их для „Возлияний“, чтобы каждый из вас получил по полмины. Если же вы хотите истратить их для другой цели, то располагайте своими деньгами, как знаете»". Таким образом, играя на меркантильных чувствах, Демад не допустил вовлечения Афин в войну с Македонией, которая для греков закончилась полным поражением.
Демад в составе высшего совета буле занимался сооружением золотых статуй богини победы Ники, а также наградами для Панафинейских игр. В качестве гиеропея Демад участвовал вместе с Ликургом в священном посольстве в Дельфы. В 329/328 году до н. э. оба политика присутствовали в числе эпимелетов на играх в честь Амфиарая в Оропе. Предположительно в 328 году до н. э. стал олимпиоником, так как выставил колесницу, которая одержала победу, на Олимпийских играх.
В 324 году до н. э. Александр потребовал от греков признать его богом. В то время как народ высказывал своё возмущение данным требованием, Демад призвал покориться. В своей речи он сказал: «Смотрите, как бы, пока вы защищаете небо, не потерять землю». Согласно Клавдию Элиану, за такие слова граждане даже приговорили Демада к штрафу в 100 талантов. Афиней приводит более реальную цифру в 10 талантов. В своей оправдательной речи Демад, среди прочего, заявил, что не он написал псефизму об обожествлении Александра, а война его победами. По одной из версий, Демад хотел не только добиться благосклонности македонян, но и предотвратить их вмешательство в саботаж афинянами «декрета об изгнанниках». Этот указ, публично провозглашённый Никанором на Олимпийских играх 324 года до н. э., гарантировал возвращение всех изгнанников, за исключением обвинённых в святотатстве, в свои родные полисы. На эмоциональном уровне он был воспринят как демонстрация автократии, а также как игнорирование условий Коринфского союза и нарушение вековых традиций. Кроме моральной, декрет имел и практическую составляющую. Выполнение «декрета об изгнанниках» лишило бы Афины контроля над Самосом. Таким образом, согласие Демада признать Александра богом может быть воспринято в качестве дипломатической игры — внешняя покорность при саботировании невыгодных для полиса требований.
В том же году Демад оказался замешан в историю с Гарпалом. Опасаясь опалы, друг Александра и казначей Македонской империи Гарпал ограбил казну и прибыл в Афины. Там он обратился к Народному собранию с просьбой предоставить убежище. Свои сокровища Гарпал использовал для подкупа ораторов. После ареста, а затем бегства Гарпала из Афин началось расследование в отношении причастных к расхищению царских сокровищ, которые оказались в Афинах. Рассмотрение дела было длительным, проходило по процедуре апофасиса и заняло около полугода. Динарх определил сумму, которая якобы досталась Демаду от Гарпала, в 18 талантов. Сам политик, не дожидаясь результата суда, бежал из города. Учитывая, что Демад появляется при описании событий 323—322 годов до н. э., он либо был помилован, либо выплатил назначенный судом штраф, либо и то, и другое.
Против Демада неоднократно подавали жалобы, за которыми следовал судебный процесс. Плутарх говорит о семи осуждениях, Диодор Сицилийский — о трёх, а византийский энциклопедический словарь X века Суда — о двух, что закончилось атимией, то есть лишением гражданских прав и возможности выступать перед Народным собранием Афин. Согласно одной из легенд, однажды Ликург спросил у Демада, смотрел ли тот в свод законов перед сделанным в Народном собрании предложением. Ответ звучал: «Нет, на тот момент он был затенён македонским оружием!» Подобную фразу приписывали также Гипериду.
Ещё по одной легенде, когда в Афины стали приходить новости о смерти Александра, Демад не поверил в их достоверность и сказал: «Не может быть: будь это так, весь мир почуял бы запах тления!»

### Последние годы. Гибель
В 322 году до н. э. во время Ламийской войны греки потерпели поражение в битве при Кранноне. Поражение было неполным, а потери невелики (Диодор Сицилийский оценивает их в 500 человек). Также бо́льшая часть войска греков отошла на близлежащие возвышенности. Военачальники греков Антифил с Меноном на военном совете решили не дожидаться подкреплений, а начать переговоры о мире и отправили к Антипатру своих послов. Историк И. Г. Дройзен считал, что попытка переговоров нанесла грекам больший вред, чем само поражение при Кранноне. Она символизировала недостаток решимости продолжать борьбу и свидетельствовала об упадке морального духа среди греков, потерю веры в победу. Антипатр отклонил предложения Антифила и Менона и заявил, что будет заключать мир с каждым конкретным греческим полисом на особых условиях. После такого ответа каждый из полисов задумался о заключении сепаратного мира с Македонией и, в то же время, стал подозревать других в таких переговорах. На этом фоне граждане Афин решили, что наилучшей кандидатурой посла является Демад. Сам политик в это время был подвержен атимии и не имел права выступать перед Народным собранием. Поэтому, когда его вызывали по имени, Демад молчал. Афиняне были вынуждены отменить атимию.
После этого посольство, в которое входили Демад, Фокион, Деметрий Фалерский и другие должностные лица, получило неограниченные полномочия и отправилось к Антипатру в Фивы. Им удалось убедить победителей воздержаться от вторжения в Аттику, но в остальном Антипатр был непреклонен и заявил, что «всё остальное афиняне должны предоставить на усмотрение македонян». После заключения перемирия к Антипатру было отправлено второе посольство. Его состав, по мнению Т. В. Кудрявцевой, был тем же, А. С. Шофмана — незначительно отличался. Так, он считал, что философ-платоник Ксенократ входил лишь во второе посольство. В ходе переговоров, которые проходили в два этапа, Афины потеряли Ороп, Самос и другие владения вне Аттики; была упразднена многовековая афинская демократия; на казнь заочно осудили Гиперида и Демосфена с их сторонниками; в крепость над Афинами Мунихий вводили македонский гарнизон под командованием Менилла. Античные историки напрямую обвиняли Демада в столь жёстких и унизительных для афинян условиях мирного договора. Плутарх считал, что Демад был абсолютно послушным орудием в руках македонян и беспрекословно принял все условия Антипатра. Павсаний утверждал, что Антипатр стремился как можно скорее заключить мир и для этого был готов дать свободу Афинам и всем греческим полисам. Советский историк А. С. Шофман считал данное утверждение недостоверным, так как ничто не указывает на согласие Антипатра отказаться от власти над Грецией после победы в Ламийской войне. Другой историк И. Е. Суриков считал, что Демад мог быть инициатором осуждения на казнь Гиперида и Демосфена, таким образом устранив конкурентов на политической арене. Л. П. Маринович, напротив, подчёркивала, что решение о казни Гиперида и Демосфена было принято в Македонии, а в Афинах должны были лишь его утвердить. В этом контексте решение Народного собрания, которое давало возможность бежать антимакедонским политикам, можно воспринимать в качестве попытки Демада спасти своих оппонентов.
Российский историк И. Е. Суриков считал, что после окончания Ламийской войны Демад с Фокионом возглавили новый олигархический режим. Летом 319 года до н. э. афиняне отправили Демада в столицу Македонии Пеллу с поручением добиться выведения гарнизона из Мунихия. Первоначально они просили возглавить посольство Фокиона, но тот отказался. К этому времени престарелый Антипатр был болен, а фактическая власть перешла в руки его сына Кассандра. В жизнеописании Фокиона Плутарха утверждается, что к Кассандру в руки попала тайная переписка Демада с Антигоном. Афинский политик предлагал этому диадоху вмешаться в борьбу за власть в Македонии, которая «болтается на старой и гнилой нитке», то есть находится в руках престарелого и находящегося при смерти Антипатра. В жизнеописании же Демосфена Плутарх утверждал, что Демад вёл тайную переписку с Пердиккой. В «Исторической библиотеке» Диодора Сицилийского также фигурирует Пердикка. Хоть этот военачальник и регент Македонской империи погиб за год до описываемых событий, нельзя исключить, что в руки Кассандра попала старая переписка из его архива.
В любом случае по прибытии в Пеллу Демада арестовали. Его обвинителем, согласно Плутарху и Арриану, выступил некий коринфянин Динарх. Однако полноценный судебный процесс выглядит маловероятным. Согласно античным источникам, перед казнью Демада на его глазах убили сына Демея. В изложении Диодора Сицилийского, главным действующим лицом был Антипатр, который молча выслушал посла, а затем приказал отвести его в тюрьму и казнить. В любом случае казнь состоялась при непосредственном согласии Антипатра.

## Ораторские способности
Демад из Пеании, может быть, величайший ораторский гений, какого произвела Эллада. Он природным талантом возмещал недостаток школьного образования и часто достигал одним метким словом большего эффекта, чем другие — кропотливо отделанными речами.

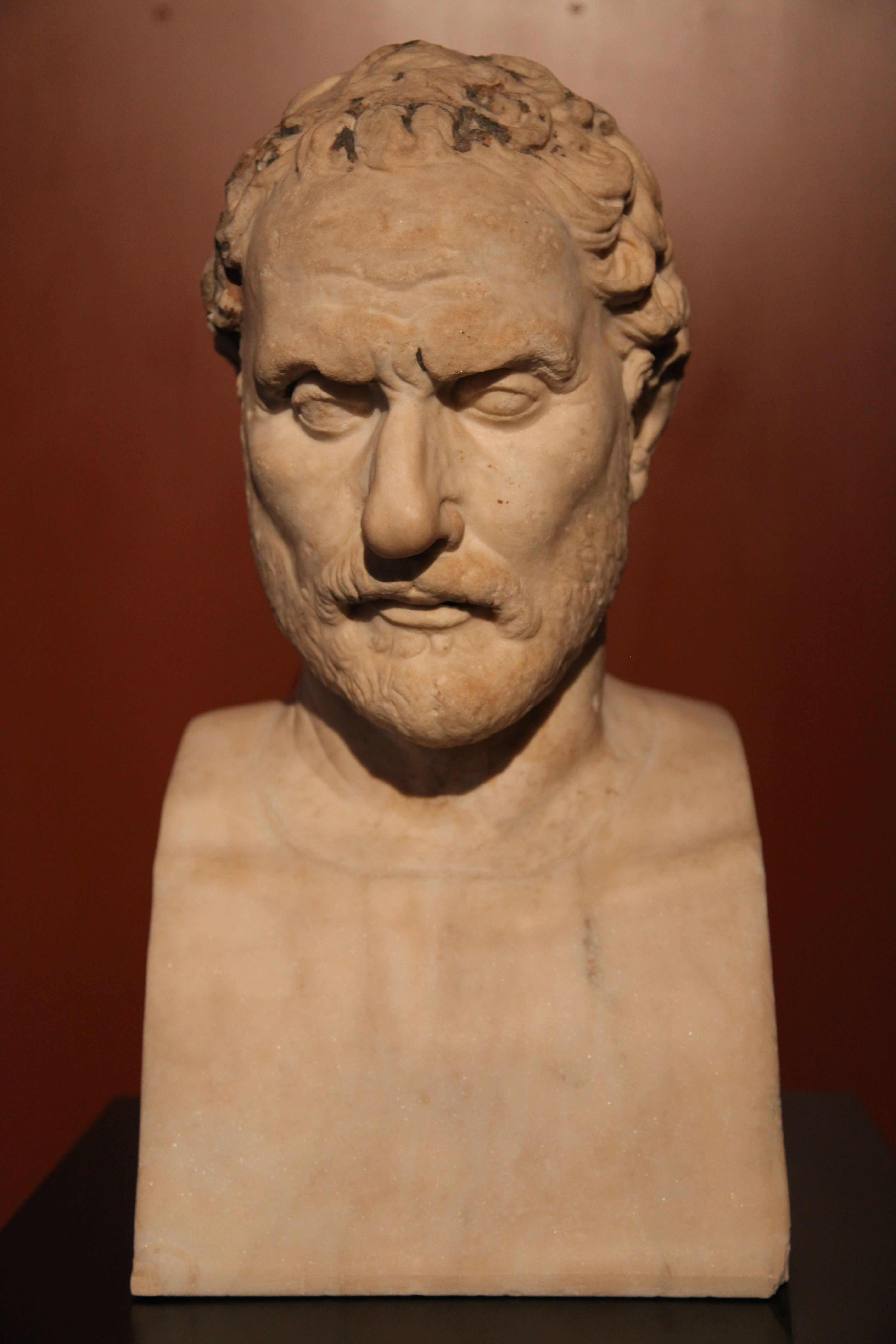
Современники считали Демада самым выдающимся оратором в Афинах, в том числе превосходящим Демосфена

Демад ещё при жизни приобрёл славу одного из самых остроумных афинских ораторов, который никогда не лез за словом в карман и был готов в любой момент произнести яркую речь по любому поводу. В условиях афинской демократии, когда решения принимались на Народном собрании, влиятельный политик по определению являлся также и выдающимся оратором. В связи с этим, вне зависимости от истинности тех или иных утверждений о личности Демада в античных источниках, никто не ставит под сомнение его умение говорить и убеждать толпу. В плане ораторского искусства Демада ставили выше его ровесника Демосфена. Плутарх утверждал, что если толпа начинала шуметь и Демосфен сбивался, то Демад неоднократно поднимался со своего места и приходил ему на помощь. В то же время Демосфен не оказывал подобных услуг своему коллеге. Выступая безо всякой подготовки, полагаясь лишь на свой врождённый дар, Демад брал верх над Демосфеном, который тщательно готовился к своим речам. По утверждению современника двух ораторов Теофраста, Демосфен был «достойным своего города», а Демад — «выше своего города». Следует учитывать, что свидетельство Теофраста могло быть небеспристрастным из-за его промакедонской ориентации.
При сравнении двух ораторов не вызывает сомнения особый природный дар Демада, который позволял ему говорить без подготовки. Однако в исторической перспективе именно врождённый талант Демада и обусловил его безвестность. В отличие от Демосфена, Демад не записывал и не распространял свои речи. Поэтому потомки запомнили лишь отдельные яркие афоризмы, и он даже не вошёл в канон десяти аттических ораторов. При превосходстве Демада в экспромте слава наилучшего древнегреческого оратора в историографии закрепилась за Демосфеном. Демад как оратор представляет противоположность Демосфену. Если первый не имел соответствующего образования, а полагался исключительно на острый ум и природный дар, то второй, не обладая врождёнными способностями, стал известен как один из лучших ораторов в истории человечества благодаря тяжёлому труду и изучению риторики.

## Личная жизнь
Описание внешнего вида, образа жизни и личных качеств Демада разнится в античных источниках. Для Афинея и Плутарха он был «толстобрюхом», содержателем притонов, который пьянствовал и кутил днями напролёт. Иоанн Цец, напротив, писал о хорошем виде и красоте Демада. Диодор Сицилийский утверждал, что Демад считал правильным нарушать присягу, так как «необходимо выбрать наиболее выгодное условие, и что он [Демад] сам наблюдал, что клятвопреступник немедленно оказывался в выгодном положении, в то время как человек, который сдержал свою клятву, терял свою собственность»
Демад запомнился не только своим ораторским талантом, но и роскошным образом жизни, а также умением сорить деньгами. Плутарх передаёт историю, как Демад, будучи хорегом, набрал хор из ста чужеземцев. Демад знал, что участие одного чужеземца в хоре наказывается штрафом в тысячу драхм. Поэтому, представляя хор публике, Демад предусмотрительно взял с собой деньги для уплаты штрафа. Данная история, учитывая громадную сумму в 17 талантов, хоть и выглядит сомнительной, является отображением отношения Демада к деньгам.
У Демада был по меньшей мере один сын, названный в честь отца Демеем. Некоторое время он, будучи ещё эфебом, находился при дворе Филиппа II. Также Плутарх передаёт слова Демада сыну Демею о том, что, когда он женился на его матери, этого не заметил никто из соседей. Теперь же, благодаря милости царей и властителей, он может позволить «царскую» свадьбу. Информация о других детях Демада в источниках отсутствует.

## Наследие и апофтегмы Демада
Оратор Демад говорил однажды перед народом в Афинах, но слушали его невнимательно. Тогда он попросил позволения рассказать народу Эзопову басню. Все согласились, и он начал: «Деметра, ласточка и угорь шли по дороге. Очутились они на берегу реки; ласточка через неё перелетела, а угорь в неё нырнул …» И на этом он замолк. «А что же Деметра?» — стали все его спрашивать. «А Деметра стоит и гневается на вас, — отвечал Демад, — за то, что Эзоповы басни вы слушаете, а государственными делами заниматься не хотите».
Так среди людей неразумны те, кто пренебрегает делами необходимыми, а предпочитает дела приятные.
До современников не дошло ни одного аутентичного письменного сочинения Демада. Речи Демада были утрачены уже к I веку до н. э., так что Цицерон и Квинтилиан не знали никаких его сочинений. Византийский энциклопедический словарь X века Суда называл Демада автором речи «О двенадцати годах». Само произведение представляет собой апологию, в которой Демад описывает свою деятельность за последние двенадцать лет на благо Афин. При анализе речи историки отмечают, что она никак не может быть приписана одному из лучших ораторов Древней Греции, как вследствие стилистических особенностей, так и фактологических ошибок. По всей видимости, она представляет риторическое упражнение периода ранней Римской империи. Кроме произведения «О двенадцати годах», в античных источниках существуют отсылки и к другим речам Демада, которые, по всей видимости, также представляют сочинения учеников школ риторики и ораторского искусства.
Изречения Демада были собраны в сборнике Δημάδεια, который появился в раннеэллинистический период. Аутентичность дошедших до нас цитат сомнительна, хотя и не исключено, что в сборник попали и настоящие крылатые выражения Демада. С именем Демада связана и обратная история, когда его пародийный рассказ приписали другому автору. Так, по наивности редактора, в классический сборник «Басен Эзопа» под номером 63 согласно индексу Перри попала история авторства Демада. Подобную Демадовой «басню Эзопа» Псевдо-Плутарх приписывал Демосфену.
Не вдаваясь в вопросы об идентичности наследия Демада, приписываемые ему цитаты используют при описании исторических процессов Древней Греции. Так, при описании роли теорикона в жизни Афин историки часто вспоминают фразу Демада о «клее, на котором держится демократия», а законов Драконта — что они «написаны не чернилами, а кровью». Для описания безответственного отношения к войне идеально подходит фраза: «Чтобы проголосовать за мир, афинянам сперва надо одеться в траур».

## Историография
Долгое время личность Демада не вызывала интереса у историков, что было обусловлено как более яркими образами его современников Демосфена, Ликурга и других выдающихся деятелей Древних Афин, так и общей негативной характеристикой в большинстве античных источников. Первые краткие биографии персонажа появились в 1901 году в «Prosopographia Attica» И. Кирхнера и энциклопедии классической древности Паули-Виссова. Первые посвящённые Демаду научные работы появились лишь на рубеже 1980—1990-х годов. В 2000 году П. Брюн опубликовал монографию «Оратор Демад» на французском языке, которая получила признание в научном сообществе. Автор произвёл сопоставление и анализ эпиграфических и литературных источников, позволившие переосмыслить личность героя книги. Реабилитация античного политика и оратора стала общим трендом в историографии XXI века. В 2021 году была издана первая английская монография о Демаде С. Дмитриева. В ней историк основное внимание уделил ораторскому дару Демада и проблеме анализа античных источников. Сопоставление данных эпиграфики и письменных источников позволило историкам обнаружить несоответствия между вымышленным и реальным политиком, а также частично деконструировать миф о Демаде как о «вместилище различного рода пороков».
Историк С. Дмитриев отмечал, что античные тексты не дают единого образа Демада. В них содержатся различные и противоречивые описания его внешности, характера и ораторского стиля. Попытки создать некий сбалансированный образ политика при таком состоянии источниковой базы весьма затруднительны, хоть и позволили опровергнуть наиболее тенденциозные клише. Всего историки насчитывают 280 античных текстов длиной от строки до нескольких страниц, которые напрямую связаны с Демадом. Большинство из них написано через несколько столетий после смерти Демада. Соответственно у историков возникает вопрос об их аутентичности. Историки В. де Фалько и М. Марци в работах о Демаде предложили считать вымышленными те факты из них, которые повторяются, по сути, в других источниках относительно иных выдающихся деятелей античности. Данный подход имеет и недостатки, так как существует вероятность, что те или иные события произошли с Демадом, а затем были экстраполированы на других персонажей. То же самое будет справедливым и относительно авторства крылатых фраз. Данные эпиграфики, хоть и представляют надёжный источник информации, практически ничего не говорят о личности и ораторском искусстве Демада. Проведя соответствующий анализ имеющихся источников, С. Дмитриев признал, что задача реконструкции образа истинного Демада на сегодняшний день является невыполнимой.

## Оценки
[Демад] представляет собою тип полного эгоиста; не зная никаких других соображений и интересов, кроме своих личных, он видит в своих отношениях к родному городу только случай приобрести какое-нибудь значение или выгоду; он жалуется на то, что он только афинянин; он чувствовал бы себя на своём месте среди придворных интриг Македонии и среди происходящих между партиями государства раздоров; он не имеет ни честолюбия, которое заставило бы его добиваться милости представителей власти или пренебречь ею, ни патриотизма, который бы вызвал в нём желание создать своему государству какую-нибудь роль в делах вселенной; и всё-таки он не знает покоя, он должен интриговать, должен иметь что-либо, чтобы потерять снова, должен пользоваться значением, чтобы иметь возможность заставить говорить о себе; он талантлив, но лишён характера, блестящ, но везде поверхностен; он обладает редким красноречием, поразительным, образным и увлекающим своею силой, и ещё в свои зрелые годы имеет подвижный и хвастливый характер юноши; — живой Алкивиад этого времени упадка Афин.
В «плутарховой» традиции, которая находит признание и у многих современных историков, Демад представлен выходцем из самых низов афинского общества, корыстолюбивым и алчным талантливым политиком, который использовал свои способности исключительно для личного обогащения. Такой образ находил признание среди профессиональных риторов. Демад представлял для них квинтэссенцию отрицательного примера человека, который без соответствующего образования стал одним из наиболее знаменитых и влиятельных ораторов. Это позволило Сексту Эмпирику утверждать, что «если можно стать ритором без приобщения к риторической науке, то риторика не может быть никакой наукой. А ораторствовать без приобщения к риторике можно во всяком случае удовлетворительно и надлежащим образом, как это мы и знаем о Демаде». Квинтилиан, Стобей и Максим Исповедник даже подвергли сомнению отсутствие соответствующего образования у Демада, так как, по их мнению, невозможно достичь успехов в ораторском искусстве без соответствующей подготовки. Квинтилиан даже поставил Демада на один уровень с Периклом как великих ораторов, которые не оставили записей своих речей. Для того, чтобы объяснить парадокс существования успешного оратора, который ничего не смыслил в риторике, профессиональные риторы вменяли в вину Демаду чрезмерное использование лести и обмана, тем самым противопоставляя Демада Демосфену, который старался следовать истине.
В этой «плутарховой» парадигме деятельность Демада была направлена во вред Афинам. Всю свою жизнь он был агентом Македонии, сначала Филиппа II, а затем Александра и Антипатра. Одновременно античные авторы признавали за Демадом острый ум и выдающиеся ораторские способности. Смерть от рук македонян стала следствием вероломства Демада, который решил предать Антипатра и вступить в тайный союз с его главным врагом Пердиккой.
В Древнем Риме за Демадом закрепилась слава трикстера — находчивого простолюдина-гедониста, который благодаря природным талантам оратора и «острому языку» стал влиятельным политиком. Этот образ прошёл через несколько тысячелетий и в том или ином виде сохранился в современной научной литературе.
Демада могут называть лидером радикально-македонской партии Афин, который, по мнению И. Г. Дройзена, преследовал лишь собственные интересы. Также И. Г. Дройзен охарактеризовал Демада как талантливого интригана, которому были чужды патриотизм и честолюбие. Историк И. Е. Суриков, напротив, считал, что промакедонская позиция Демада была разновидностью не коллаборационизма, а патриотизма, осознанием бессмысленности сопротивления и необходимости для Афин находить общий язык с гегемоном. Эта мысль находит отображение и в античной традиции. Демаду приписывают фразу: «Наши отцы управляли государственным кораблём, а мы — его обломками!» Вне зависимости от отношения к персонажу, как античные, так и современные авторы признают, что «Демадов мир» обеспечил мирную жизнь в Афинах в течение пятнадцати лет.
Современные историки подчёркивают, что Демад принял трагическую смерть, когда отстаивал интересы родного полиса. В конце жизни Демад находился во главе своего родного полиса, и он уже вряд ли преследовал меркантильные интересы. В этом контексте Демад предстаёт не «корыстолюбивым и циничным острословом» или «прямым наймитом Македонии», но незаурядным политиком и дипломатом, который отстаивал интересы Афин. Его политическая позиция могла быть следствием убеждения, что мирная жизнь и процветание Афин напрямую зависят от умения достигать согласия и взаимовыгодного сотрудничества с Македонией, которую Афины были, по мнению Демада, не в состоянии победить.

### Исследования
- Гаспаров М. Л. Занимательная Греция: Рассказы о древнегреческой культуре. — М.: Новое литературное обозрение, 1998. — 384 с. — ISBN 5-86793-047-5.
- Белох К. Ю. Греческая история: в 2 т. / пер. с нем. М. О. Гершензона; под ред. и со вступ. ст. Ю. И. Семёнова. — М.: Государственная публичная историческая библиотека России, 2009. — Т. 2: Кончая Аристотелем и завоеванием Азии. — ISBN 978-5-85209-215-1.
- Дройзен И. Г. История эллинизма. — Ростов-на-Дону: Феникс, 1995. — Т. 2. — 544 с. — ISBN 5-85880-079-3.
- Кудрявцева Т. В. Демад: Pacis Suassor, Belli Disuassor // Вестник Санкт-Петербургского университета. История. — СПб., 2016. — № 4. — С. 159—173. — ISSN 2541-9390.
- Кембриджская история древнего мира / под редакцией Д.-М. Льюиса, Дж. Бордмэна, С. Хорнблоуэра, М. Оствальда. Перевод, научное редактирование, примечания А. В. Зайкова. — М.: Ладомир, 2017. — Т. VI. Четвёртый век до нашей эры. Второй полутом. — 720 с. — ISBN 978-5-86218-542-3.
- Маринович Л. П. Глава 4. Конец классической Греции (Ламийская война) // Эллинизм: экономика, политика, культура. — М.: Наука, 1990. — С. 103—140.
- Маринович Л. П. Греки и Александр Македонский (К проблеме кризиса полиса). — М.: Наука, 1993. — 287 с. — ISBN 5-02-017392.
- Маринович Л. П. Р. BRUN. L'orateur Demade. Essai d'histoire et d'historiographie (Ausonius publications. Scripta Antiqua. 3). Bordeaux, 2000. 199 р. // Вестник древней истории. — М.: Наука, 2004. — Вып. 249, № 2. — С. 228—233.
- Суриков И. Е. Античная Греция: политики в контексте эпохи. На пороге нового мира. — М.: Русский фонд содействия образованию и науке, 2015. — 392 с. — ISBN 978-5-91244-140-0.
- Шофман А. С. Распад империи Александра Македонского / Печатается по постановлению редакционно-издательского совета Казанского университета. Отв. редактор В. Д. Жигунин. — Казань: Издательство Казанского университета, 1984.
- Dmitriev S. The Orator Demades (англ.). — New York: Oxford University Press, 2021. — 336 p. — ISBN 9780197517826. — doi:10.1093/ oso/ 9780197517826.001.0001.
- Heckel W. Demades // Who's Who in the Age of Alexander the Great: Prosopography of Alexander's Empire (англ.). — Malden; Oxford; Carlton: Blackwell Publishing, 2006. — P. 106—107. — ISBN 1-4051-1210-7.
- Thalheim T.[нем.]. Demades // Paulys Realencyclopädie der classischen Altertumswissenschaft :  [нем.] / Georg Wissowa. — Stuttgart : J. B. Metzler’sche Verlagsbuchhandlung[англ.], 1901. — Bd. IV, Zweite Hälfte (IV, 2). — Kol. 2703—2704.
- Worthington Ian. The Context of Demades On the Twelve Years (англ.) // The Classical Quarterly. — Cambridge: Cambridge University Press, 1991. — Vol. 41, iss. 1. — P. 90—95. — ISSN 1471-6844. — doi:10.1017/S0009838800003566.